# Liste der Abgeordneten zum Salzburger Landtag (Herzogtum, 9. Wahlperiode)
Diese Liste der Abgeordneten zum Salzburger Landtag (Herzogtum, 9. Wahlperiode) listet alle Abgeordneten zum Salzburger Landtag des Herzogtums Salzburg in der 9. Wahlperiode auf. Die Angelobung der Abgeordneten erfolgte am 29. Dezember 1902, wobei der Landtag 28 Abgeordnete umfasste. Dem Landtag gehörten dabei 5 Vertreter des „Großgrundbesitzes“ (GG), 2 Vertreter der Handels- und Gewerbekammer (HGK), 11 Vertreter der Städte und Märkte (SM) und 9 Vertreter der Landgemeinden (LG) an. Hinzu kam die Virilstimme des Salzburger Erzbischofs. Gegenüber dem Landtag der 8. Wahlperiode hatte sich dabei die Anzahl der Abgeordneten um zwei Mandatare erhöht, wobei die Kurie der Städte und Märkte ein zusätzliches Mandat und die Kurie der Landgemeinden ebenfalls ein zusätzliches Mandat erhalten hatte.

## Sessionen
Die 9. Wahlperiode war in fünf Sessionen unterteilt:
- I. Session: vom 29. Dezember 1902 bis 9. Oktober 1903 (17 Sitzungen)
- II. Session: vom 20. September 1904 bis 7. November 1904 (16 Sitzungen)
- III. Session: 10. Oktober 1905 bis zum 24. November 1905 (15 Sitzungen)
- IV. Session: vom 27. Dezember 1906 bis zum 23. März 1906 (14 Sitzungen)
- V. Session: vom 16. September 1907 bis zum 31. Oktober 1908 (21 Sitzungen)

## Landtagsabgeordnete
| Name                   | Wahlklasse  | Region                                                | Anmerkung                                            |
| ---------------------- | ----------- | ----------------------------------------------------- | ---------------------------------------------------- |
| Altenberger Johann     | GG          |                                                       |                                                      |
| Biebl Rudolf           | HK          |                                                       |                                                      |
| Eberhart Josef         | SM          | Zell am See, Saalfelden, Mittersill, Lofer, Taxenbach |                                                      |
| Eder Ignaz             | SM          | Stadt Salzburg                                        |                                                      |
| Friembichler Andrä     | LG          | Salzburg                                              |                                                      |
| Fuchs Viktor           | LG          | Zell am See                                           |                                                      |
| Fürschnaller Alois     | LG          | Zell am See                                           |                                                      |
| Gmachl Johannes        | GG          |                                                       | Mandatsverzicht vor III. Session                     |
| Haagn Julius           | SM          | Stadt Salzburg                                        |                                                      |
| Haberstatter Josef     | GG          |                                                       |                                                      |
| Huber Jakob            | SM          | Golling, Kuchl, Abtenau                               |                                                      |
| Hueber Anton           | SM          | Neumarkt, Seekirchen, Straßwalchen, Oberndorf         |                                                      |
| Katschthaler Johannes  | Virilstimme |                                                       |                                                      |
| Lackner Josef          | LG          | Tamsweg                                               |                                                      |
| Lettmayr Josef         | SM          | Tamsweg, St. Michael, Mautendorf                      |                                                      |
| Ott Max                | SM          | Stadt Salzburg                                        |                                                      |
| Perwein Alois          | LG          | St. Johann                                            |                                                      |
| Pfisterer Balthasar    | LG          | Salzburg                                              |                                                      |
| Prinzinger August      | GG          |                                                       |                                                      |
| Riedl Johann           | GG          |                                                       | am 27. Dezember 1906 für Johannes Gmachl angelobt    |
| Rottensteiner Alois    | LG          | Salzburg                                              |                                                      |
| Scheiblbrandtner Josef | SM          | Radstatt                                              |                                                      |
| Schitter Franz         | SM          | St. Johann                                            |                                                      |
| Schmiederer Johann     | HK          |                                                       |                                                      |
| Schoosleitner Franz    | LG          | Salzburg                                              |                                                      |
| Schumacher Albert      | SM          | Hallein                                               |                                                      |
| Seiwald Pankraz        | LG          | Salzburg                                              | am 10. Oktober 1905 für Balthasar Pfisterer angelobt |
| Stabauer Josef         | GG          |                                                       |                                                      |
| Steinwender Leonhard   | LG          | Tamsweg                                               | für Johann Lackner angelobt                          |
| Stölzel Arthur         | SM          | Stadt Salzburg                                        |                                                      |
| Winkler Alois          | LG          | St. Johann                                            |                                                      |